# KMess
KMess 是Windows Live Messenger即时通讯客户端的Linux版本替代品。它提供其用户透过.NET Messenger Service与朋友聊天，不论是使用Windows Live Messenger或Microsoft Messenger for Mac版本。KMess的能力是其融入KDE桌面环境，把重点放在Windows Live Messenger的具体功能和易於使用的界面。
和许多Linux和KDE的应用程序一样， KMess是GPL授权下的自由软件。

## 特点

### 当前版本特点
当前的稳定版本为2.0，功能包括：
- KDE 4 整合
- 群组聊天
- 标签式聊天页面
- 快速文件传输与文件预览
- 完全MSN和定制表情支持
- 文件传输设置
- 自订字体和文字颜色
- 个人讯息

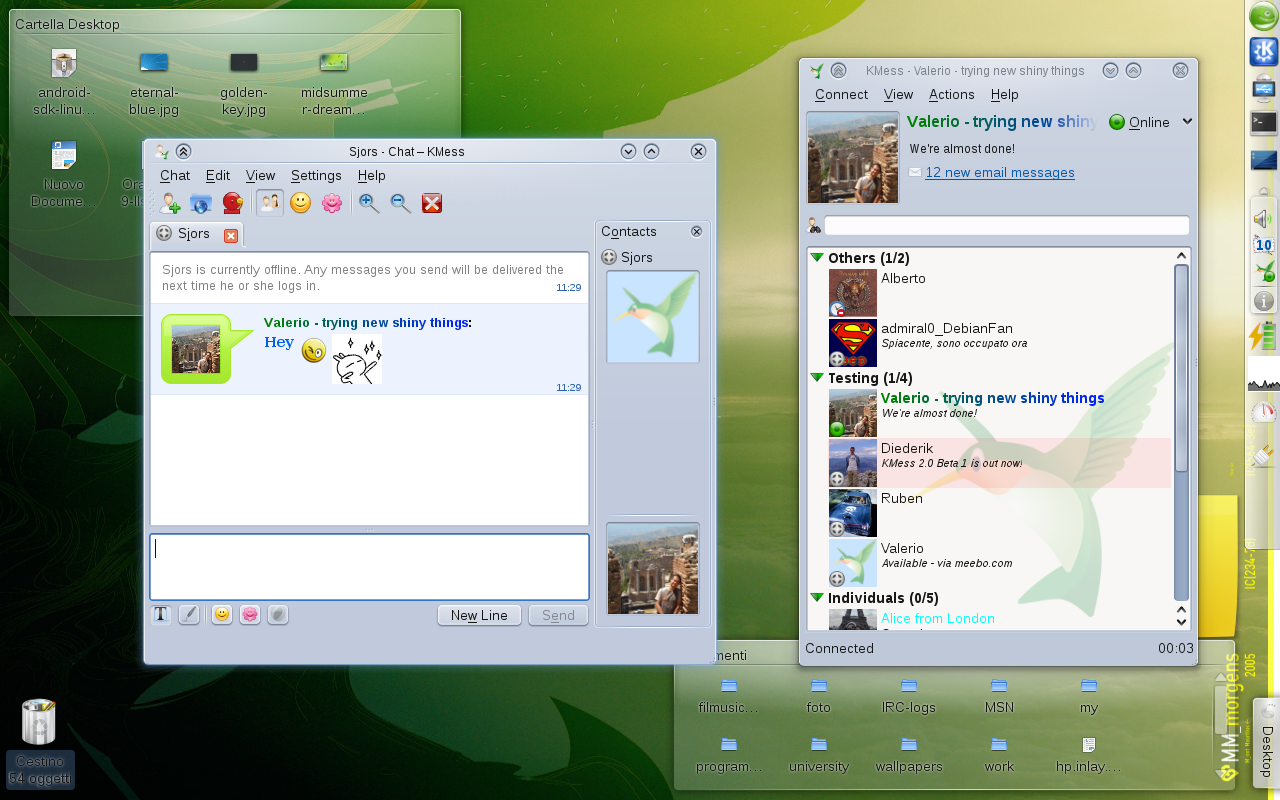
KDE 4.3 Desktop showing the contacts list and chat windows

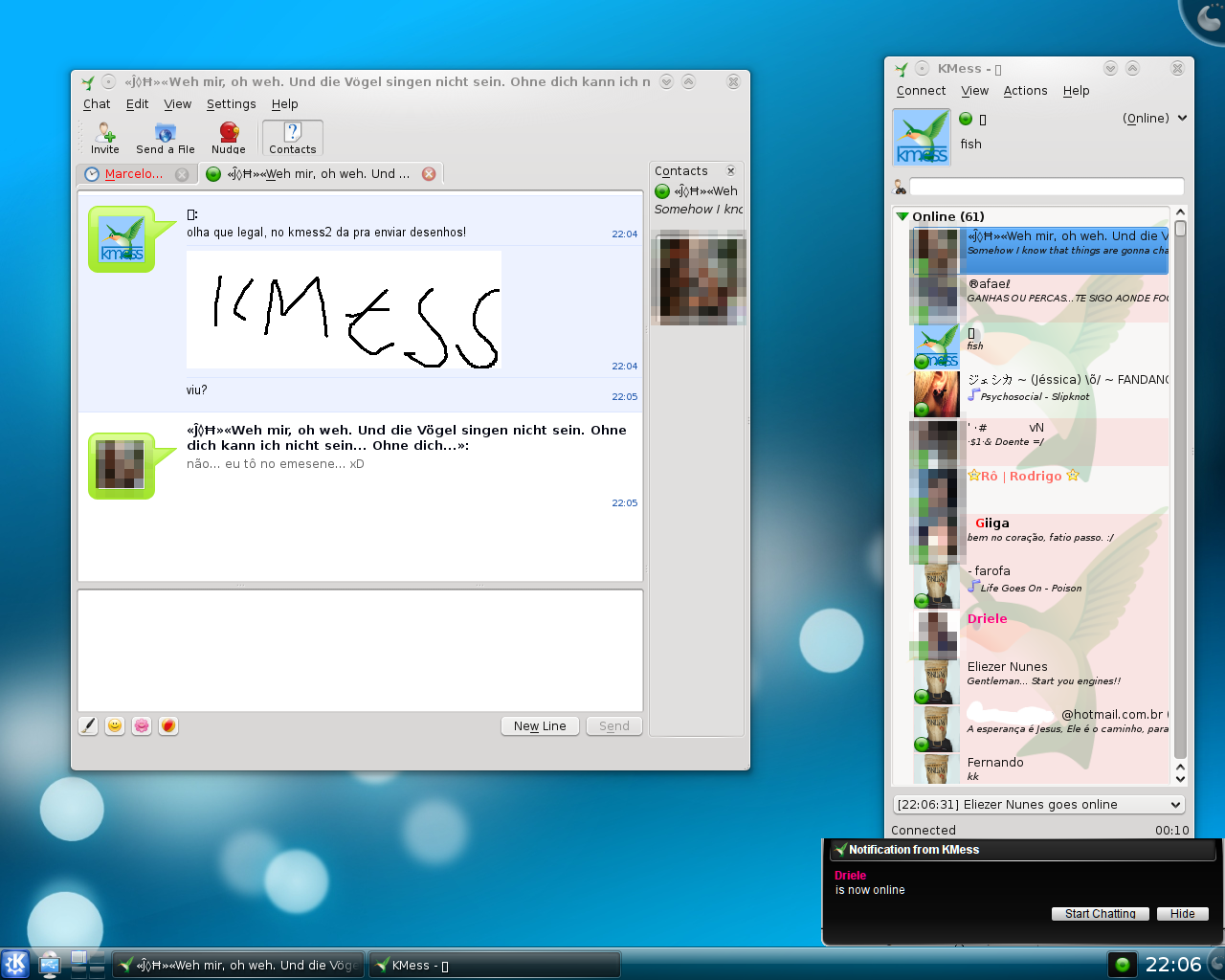
KDE 4.2.1 Desktop showing KMess-svn main window and notification popups

- 执行KDE "Get Hot New Stuff"对话框
- 支持制定邮件
- 隐形聊天
- Messenger Plus Live文字格式的支持
- 很多要求选项，如聊天记录器，储存好友图标
- "Now Playing" 支持许多音乐播放器[2]
- 离线消息
- 微软Live Mail的支持，收件匣计数，新的电子邮件通知，并直接链接到用户的收件箱